# Суджа (станція)
Суджа — залізнична станція Московської залізниці на історичній залізниці Льгов-Київський — Родакове. Обслуговує прикордонне російське місто Суджа із навколишніми поселеннями сільського типу на теренах Східної Слобожанщини. 

## Історія
Станція Суджа Північно-Донецької залізниці відкрита 1910 році, а восени 1911 року тут розпочалося регулярне вантажне і пасажирське сполучення. Однак слід мати на увазі, що залізничним місто Суджа стала набагато раніше — у листопаді 1893 року стало кінцевим пунктом на вузькоколійній залізниці від станції Коренєве Московсько-Києво-Воронізької залізниці (завдовжки 38 верст). Станцію побудовано на лівому березі річки Суджа. У 1925 році вузькоколійну залізницю Суджа — Коренєве було закрито за непотрібністю, і почали демонтувати: спочатку розбирали станційні та інші споруди, і все що можна — перевозили залізничною лінією Ніжин — Чернігів, яку побудували у 1920-х роках XX століття. 
У 1905—1909 роках розглядалися альтернативні варіанти трасування Донецько-Петербурзької залізниці, проєкт якої з 1906 року мав назву «Північно-Донецька залізниця». Розглядалися три варіанти трасування дільниці від Харкова до Льгова цієї проєктованої залізниці, два з яких передбачали наявність станції у Суджі, один — у Любимівці. В результаті, створене у 1907 році акціонерне товариство Північно-Донецької залізниці, за підтримки цукрозаводчика Ф. Юсупова, яке добилося трасування цієї дільниці залізниці через Суджу. У 1910 році станція вже була відкрита, її спорудили на правому березі річки Суджа, за 3 версти від кінцевої станції вищезгаданої вузькоколійної залізниці. 
У 1900 році було запропоновано будівництво залізничної лінії Обоянь — Суджа. У 1911 році цей проєкт, один з головних із розвитку рейкової мережі Курщини, який розглядався у Харківському підрайонному комітеті з перевезення вантажів. У 1911—1915 роках розглядалися проєкти ширококолійних залізниць Суджа — Обоянь, Суджа — Суми, Курськ — Суджа — Суми — Кременчук. Крім того, розглядався варіант перешивки вузькоколійної залізниці Суджа — Рильськ на широку колію, однак правління Московсько-Києво-Воронізької залізниці відхилило дану пропозицію через на важкий профіль колії та пересічну місцевість, якою пролягала вузькоколійна залізниця. У 1910 році інженерам Яловецькому і Нікітіну було дозволено розробити проєкт залізничної лінії від станції Суджа або Льгов через Могильов до станції Постави Свінцянської вузькоколійки, а звідти — до Мітави, із гілкою Постави — Калкуни або Двинськ (Даугавпілс). У випадку із трасуванням залізниці від станції Суджа, передбачалася перешивка вузькоколійки на широку колію. У 1911 році комісія з нових залізниць при міністерстві фінансів висловилася проти будівництва цієї залізниці, однак дослідження продовжувалися. У 1914 році було вирішено будувати магістраль до Двинська. Перша світова війна та громадянська війна в Росії завадили реалізації планів перетворення станції Суджа на вузлову.
Станом на листопад 1911 року на станції Суджа здійснювали зупинку дві пари поїздів пасажирського сполучення (поштові й пасажирські) Льгов — Родакове з  вагонами безпересадкового сполучення до Слов'янська та Брянська. У 1913 році у складі цих поїздів курсували вагони безпересадкового сполучення до Луганська, а у 1916 році призначався поїзд до станції Лиха Південно-Східних залізниць. У 1922—1924 роках через Суджу курсувала одна і єдина пара пасажирсько-вантажних поїздів сполученням Харків — Льгов. Що стосується станції Микитівка, туди поїзди і вагони безпересадкового сполучення від станції Суджа пішли вже у перші роки радянської влади: у 1926 роц — до Ростова, у 1928 році — до Маріуполя. У 1924 році від станції Суджа вперше відкрито безпересадкове пасажирське сполучення з Москвою, у 1929 році — з Ленінградом (Санкт-Петербургом). З 1950-х років станція Суджа — одна із ключових пунктів вантажо-пасажирського напряму Донбас — Ленінград, що обходив перевантажений Московський залізничний вузол.
Розпад СРСР негативно відобразився на пасажирському залізничному сполученні у прикордонних районах РФ. Останній пасажирський поїзд, який прослідував станцію Суджа, було скасовано у 1996 році, а останній приміський поїзд — у 2012 році. Останнім часом від станції Суджа відправлялися лише збірні вантажні поїзди до станцій Псел (далі — до станції Готня колія частково розібрана) та Льгов-Київський.  
У вересні 2024 року «Укрзалізниця»  мала наміри про майбутнє відкриття станції[джерело?].